# Feltre
Feltre je mesto in hkrati občina v provinci Belluno italijanske dežele Benečija: mesto ima okoli 20.000 prebivalcev. 
Naselje leži ob reki Stizzon, okoli 4 km od Piave in 20 km od Belluna. Severno od mesta se nahajajo Dolomiti.

## Zgodovina
V starem Rimu je bilo mesto znano kot Feltria; Plinij Starejši jo je opisal kot oppidum. Leta 1509 je bilo mesto skoraj popolnoma uničeno v spopadih med Beneško republiko in Kambrijsko ligo, toda ponovno obnovljeno. Med 1. svetovno vojno je Avstro-Ogrska oblegala mesto. Feltre so od združitve škofij leta 1818 drugotni sedež rimskokatoliške škofije Belluno-Feltre.

## Znane osebnosti
- Panfilo Castaldi slikar
- Vittorino da Feltre (1378 - 1446) humanist
- Morto da Feltre slikar

### Prijateljska mesta
- Newbury, Berkshire  Združeno kraljestvo
- Bagnols sur Cèze  Francija

.